# Sansac-de-Marmiesse

Sansac-de-Marmiesse este o comună în departamentul Cantal, Franța. În 1 ianuarie 2022 avea o populație de 1.388 de locuitori.